# Kunašakskij rajon
Il Kunašakskij rajon (in russo Кунашакский район?) è un rajon dell'oblast' di Čeljabinsk, nella Siberia occidentale. Istituito nel 1930, il suo capoluogo è Kunašak.